# Georges Melchior
Georges Melchior   (11è districte de París, 15 de setembre de 1889 - Levallois-Perret, 2 de setembre de 1944) va ser un actor francès. Fou sebollit al Cementiri d'Ivry (40a divisió)
La major part de la seva carrera es desenvolupa durant el període del cinema mut. Apareix especialment a la sèrie cinematogràfica de Louis Feuillade, on interpreta el periodista Fandor, un dels personatges principals de Fantômas.

## Teatre
- 1919 : L’Âme en folie de François de Curel, Théâtre des Arts : le médecin Dromarre
- 1934 : Jeanne d'Arc de Saint-Georges de Bouhélier, Théâtre de l'Odéon : Bourgogne

## Filmografia
- 1911 : L'Envieuse (o Le Vol) d'Albert Capellani
- 1912 : Grand-Maman de René Le Somptier
- 1912 : L'Amazone masquée de Henri Fescourt - curtmetratge -
- 1912 : Le Maléfice de Louis Feuillade – curtmetratge) -
- 1913 : Fantômas de Louis Feuillade - Film en tres parts : « Le Vol du Royal Palace Hôtel », « La Disparition de Lady Beltham », « Autour de l'échafaud » - Jérôme Fandor
- 1913 : Juve contre Fantômas o Fantômas II de Louis Feuillade - Film en quatre parts - « La Catastrophe du Simplon Express », « Au crocodile », « La Villa hantée », « L'Homme noir » - Jérôme Fandor
- 1913 : La Marche des rois de Louis Feuillade
- 1913 : Le Monde renversé de René Le Somptier
- 1913 : Le Mort qui tue o Fantômas III de Louis Feuillade - Film en sis partis - « Le Drame de la rue Norvins », « L'Enquête de Fandor », « Le Collier de la princesse », « Le Banquier Nanteuil », « Elisabeth Dollon », « Les Gants de peau humaine » - Jérôme Fandor
- 1913 : S'affranchir de Louis Feuillade - Film en tres partis - « La Conquête du bonheur », « Sous le ciel d'Italie », « En garnison » - Le sous-officier Michel
- 1913 : Un drame au Pays basque de Louis Feuillade - Jean
- 1913 : Fantômas - À l'ombre de la guillotine de Louis Feuillade
- 1913 : L'Agonie de Byzance de Louis Feuillade - curtmetratge) - Jean Guistisciani
- 1913 : L'Attrait du bouge de Louis Feuillade - curtmetratge
- 1913 : Le Départ dans la nuit de Henri Fescourt - curtmetratge-
- 1913 : Les Deux Médaillons de Henri Fescourt – curtmetratge - Le comte d'Hérigny
- 1913 : Fleur fanée... cœur aimé de René Le Somptier – curtmetratge
- 1913 : Les Millions de la bonne de Louis Feuillade - curtmetratge - Le fils Chaloupié
- 1913 : La Rencontre de Louis Feuillade - curtmetratge - Le fils Launier
- 1913 : Le Treizième Convive de Georges-André Lacroix - curtmetratge
- 1913 : Un drame dans l'air de René Le Somptier - curtmetratge -
- 1913 : Valet de cœur de Louis Feuillade - curtmetratge
- 1913 : La Voix qui accuse de Henri Fescourt - curtmetratge (Plantilla:Unité) -
- 1914 : Chef d'école de René Le Somptier
- 1914 : Fantômas contre Fantômas o Fantômas IV de Louis Feuillade - Film en quatre parts - « Fantômas et l'opinion publique », « Le Mur qui saigne », « Fantômas contre Fantômas », « Règlement de comptes » - Jérôme Fandor
- 1914 : Le Faux Magistrat o Fantômas V de Louis Feuillade - Film en un prologue et quatre parts - « Prologue : Au château des Loges », « Le Prisonnier de Louvain », « M. Charles Pradier, juge d'instruction », « Le Magistrat cambrioleur », « L'Évadé de Louvain » - Jérôme Fandor
- 1914 : La Petite Andalouse de Louis Feuillade
- 1914 : Le Pressentiment de René Le Somptier
- 1914 : L'Amoureuse Aventure de Gaston Ravel - curtmetratge
- 1914 : La Fille du caissier de René Le Somptier - curtmetratge
- 1914 : Les Lettres de Louis Feuillade - curtmetratge
- 1914 : Manon de Montmartre de Louis Feuillade - curtmetratge - Jean Bernard
- 1914 : Les Pâques rouges de Louis Feuillade – curtmetratge -
- 1915 : Le Pont des enfers de René Le Somptier - curtmetratge -
- 1916 : L'Aubade à Sylvie de René Le Somptier - Robert Bernard
- 1917 : Mères françaises de Louis Mercanton
- 1921 : L'Atlantide de Jacques Feyder - Le capitaine de Saint-Avit
- 1922 : Les Hommes nouveaux de Edouard-Emile Violet it E.B Donatien - Le capitaine de Chassagne
- 1922 : Le Lac d'argent de Gaston Roudès - Henri Servais
- 1922 : Les Roquevillard de Julien Duvivier - Maurice Roquevillard
- 1923 : Le Petit Moineau de Paris de Gaston Roudès - Gilbert Damien
- 1923 : Les Rantzeau de Gaston Roudès - Georges Rantzeau
- 1924 : La Voyante de Leon Abrams - Jean Detaille
- 1924 : Rêves de clown de René Hervoin i Mme Vigier - Maraval, le célèbre aviateur
- 1925 : Mon curé chez les riches de E.B Donatien - Pierre de Sableuse
- 1926 : Au revoir...et merci / Pneumatiques de E.B Donatien i Pierre Colombier Gaétan de La Potinière
- 1926 : Le Dédale de Gaston Roudès i Marcel Dumont - Guillaume Le Breuil
- 1926 : Florine, la fleur du Valois de E.B Donatien - Loys Millet
- 1926 : La Forêt qui tue de René Le Somptier - François Boran
- 1926 : Le Marchand de bonheur de Joseph Guarino - René Brizay
- 1926 : Le P'tit Parigot de René Le Somptier - Robert de Monterval
- 1926 : La Terre qui meurt de Jean Choux - François Lumineau
- 1927 : La Sirène des Tropiques de Henri Etievant i Mario Nalpas - Le comte Severo
- 1927 : La Vestale du Gange de André Hugon - Le lieutenant Darsac
- 1927 : Le Dédale de Gaston Roudès i Marcel Dumont
- 1928 : Casaque blanche...Toque noire de Joseph Guarino
- 1928 : La Maison au soleil de Gaston Roudès (Plantilla:Unité) - Gérard Goël
- 1928 : La Petite Sœur des pauvres de Georges Pallu - Robert Saint-André
- 1929 : Quand l'ombre descend de Gennaro Dini - René de Graves
- 1930 : Les Saltimbanques de Jaquelux i Robert Land - Le comte des Etiquettes
- 1931 : Pour un soir ou Stella Maria de Jean Godard
- 1931 : Les Vagabonds magnifiques de Gennaro Dini - Jacques Ferval
- 1932 : Le Billet de logement de Charles-Félix Tavano - Le colonel
- 1932 : Colette et son mari de André Pellenc
- 1932 : L'Enfant de ma sœur de Henry Wulschleger - Caverlin
- 1932 : Rocambole de Gabriel Rosca - Rudolph
- 1933 : Le Grand Bluff de Maurice Champreux - Joe Richman
- 1933 : La Vierge du rocher/ Le Drame de Lourdes de Georges Pallu - M. Dormoy
- 1934 : Les Amoureux de Colette de André Pellenc - curtmetratge -
- 1937 : La Citadelle du silence de Marcel L'Herbier